# 広島市立阿戸中学校
広島市立阿戸中学校（ひろしましりつあとちゅうがっこう）は、広島市安芸区阿戸町にある公立中学校。

## 沿革
- 1974年（昭和49年）11月 - 熊野跡中学校が市立になり、広島市立阿戸中学校になる。
- 1981年（昭和56年）5月 - 旧中学校校舎が落成する。
- 2011年（平成23年）11月 - 広島市立阿戸小学校との一体型校舎となるための工事が着工される。
- 2013年（平成25年）5月 - 小中学校一体型校舎が落成、落成式が行われる。

## 部活動
- 卓球部
- 女子ソフトテニス部
- 陸上部
- 文化部

## アクセス
- 「阿戸学校」バス停下車
  - 40-8号線, 7-8号線（芸陽バス[3]）：瀬野駅・宮の前方面 - 阿戸学校 - 阿戸出張所・海上側方面
  - 阿戸熊野線 阿戸線（朝日交通[4]）：阿戸学校 - 阿戸出張所・海上側・熊野萩原方面